# Stéphane Molliens
Stéphane Molliens, né le 23 septembre 1974 à Arras, est un pongiste handisport français.
Il est quart de finaliste en simple et demi-finaliste par équipe aux Jeux paralympiques d'été de 2004, médaillé d'argent en simple et par équipe aux Jeux paralympiques d'été de 2008, vice-champion par équipe aux Jeux paralympiques d'été de 2012 et champion par équipe aux Jeux paralympiques d'été de 2016 en classes 1-2 avec Jean-François Ducay et Fabien Lamirault et aux Jeux paralympiques d'été de 2021 avec Fabien Lamirault.

## Distinctions
- Chevalier de la Légion d'honneur le 1er décembre 2016[4]
- Officier de la Légion d'honneur le 8 septembre 2021[5]